# Phryganea wickhami
Phryganea wickhami är en nattsländeart som beskrevs av Cockerell 1914. Phryganea wickhami ingår i släktet Phryganea och familjen broknattsländor. Inga underarter finns listade i Catalogue of Life.